# Lunca Banului (okręg Vaslui)
Lunca Banului – wieś w Rumunii, w okręgu Vaslui, w gminie Lunca Banului. W 2011 roku liczyła 1930 mieszkańców.